# A Camp
A Camp — сольный проект певицы Нины Перссон из шведской группы The Cardigans.

## История
В 2001 году состоялся выпуск первого альбома в рамках одноимённого проекта. Альбом, выполненный в сочетании стилей рок и кантри, содержал в себе 14 треков. По мнению критиков, наиболее популярными с этой пластинки стали композиции «I can buy you» и «The bluest eyes in Texas» (кавер-версия песни группы Restless Heart). Вскоре после выпуска альбома Super Extra Gravity вместе с музыкантами из The Cardigans Нина Перссон вернулась к сольному творчеству, приступив к работе над новым альбомом своего проекта A Camp. К сотрудничеству были приглашены муж певицы Натан Ларсон и шведский музыкант Никлас Фриск. Релиз второго альбома под названием Colonia состоялся 28 января 2009 года.

## Дискография

### Альбомы
- A Camp[1] (2001) — UK #87[2]
- Colonia (2009) — UK #114[3]

### Мини-альбомы
- Covers (2009)

### Синглы
- I Can Buy You (2001) — UK Singles Chart #46[4]
- Song for the Leftovers (2002)
- Stronger Than Jesus (2009)
- Love Has Left the Room (Европа) (2009)
- My America (Швеция) (2009)